# Área metropolitana de Neiva
El Área metropolitana de Neiva es una conurbación colombiana en procesos o no oficial, ubicada en el departamento del Huila en el alto Magdalena. Integrada por su municipio principal Neiva, y los municipios aledaños a este Rivera, Palermo, Tello, Baraya, Aipe, Villavieja y Campoalegre. Tiene 525.432 habitantes. Su núcleo económico y político es también el municipio de Neiva.
Neiva es una Ciudad-Región que da vida, acogedora, amable y preparada para grandes eventos. Convertida en polo de desarrollo turístico, social y económico del sur de Colombia. Con una infraestructura de desarrollo, Neiva se ha constituido en destino turístico y en el centro de actividades económicas, sociales, culturales y empresariales de la población circundante, avanzando en la conservación ambiental y en el mejoramiento de vida de sus habitantes y convirtiendo estas iniciativas en gran importancia para el desarrollo turístico, social y económico, creando nuevos espacios para la recreación y el ecoturismo de esta ciudad acogedora y amable.
Abarca en su totalidad el desierto de la Tatacoa, zona árida que sirve de gran atractivo turístico tanto para el área como para el país.

## Ubicación
Enmarcada en la subregión Norte del departamento de Huila, es cruzada de sur a norte en su parte central por el río Magdalena formando el valle que lleva su nombre al igual que el río Baché que forma un valle en el municipio de Palermo, los demás municipios del área metropolitana se encuentran en el valle del Magdalena. 

### Límites
- Norte: Con los municipios tolimenses de Ataco, Natagaima y Alpujarra y el municipio huilense de  Colombia.

- Oriente: Con el municipio metense de La Uribe y el municipio caqueteño de San Vicente del Caguán.

- Occidente: Con los municipios tolimenses de Planadas y Ataco.

- Sur: Con los municipios huilenses de Santa María, Teruel, Yaguará, Hobo y Algeciras.

## Demografía del Área Metropolitana
La población del Área Metropolitana, para el año de 2016 es de 488.927 habitantes de la zona urbana y rural, distribuida del modo siguiente:
| Municipio                             | Área (km²) | Altitud (m s. n. m.) | Temperatura (°C) | Distancia al Núcleo Principal (km) | Población 2016 (hab) |
| ------------------------------------- | ---------- | -------------------- | ---------------- | ---------------------------------- | -------------------- |
| Neiva                                 | 1.553      | 442                  | 28.0             | 0                                  | 344.026              |
| Campoalegre                           | 661        | 525                  | 27.0             | 24                                 | 34.470               |
| Palermo                               | 923        | 550                  | 26.2             | 18                                 | 33.253               |
| Aipe                                  | 802        | 390                  | 28.4             | 30                                 | 26.950               |
| Rivera                                | 435        | 720                  | 25.0             | 16                                 | 18.994               |
| Tello                                 | 558        | 580                  | 26.0             | 22                                 | 14.273               |
| Baraya                                | 750        | 615                  | 25.3             | 37                                 | 9.646                |
| Villavieja                            | 670        | 384                  | 28.6             | 32                                 | 7.315                |
| TOTAL                                 | 6.352      | 526*                 | 26.8*            | -                                  | 488.927              |
| *Promedio AREA METROPOLITANA DE NEIVA |            |                      |                  |                                    |                      |

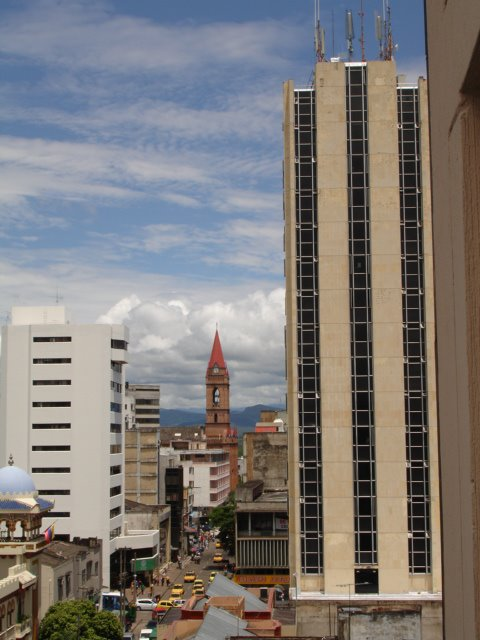
Centro de Neiva - Comuna 4

Dado que la población total del departamento del Huila para el año 2016 es de 1.188.314 habitantes, resulta que en el área metropolitana de Neiva vive el 42% de los huilenses.

## Municipios

### Neiva
Neiva es la capital del departamento del Huila. Está ubicada entre la cordillera Central y Oriental, en una planicie sobre la margen oriental del río Magdalena, en el valle del mismo nombre, cruzada por el río Las Ceibas y el río del Oro. Es la sede de la Diócesis de Neiva y también del Festival Folclórico, Reinado Nacional del Bambuco y Muestra Internacional del Folclor que se celebra a finales del mes de junio. "Neiva Capital Bambuquera de América" es uno de sus apelativos.
Las principales actividades económicas son la agricultura, la ganadería, el comercio y la minería: explotación de petróleo y gas natural, minas de oro, plata, caliza, mármol y cobre. Los cultivos más importantes son el cacao, el café, el plátano, el arroz, el fríjol y el sorgo. La ganadería ha alcanzado un desarrollo notable, sobre todo en el ganado vacuno. La actividad industrial se desarrolla en la agroindustria, en manufacturas de producción artesanal, en la producción de alimentos y bebidas, y en la fabricación de carrocerías y la metalmecánica. El comercio es muy activo, ya que Neiva se ha convertido en la principal ciudad del suroccidente colombiano y en el eje de la economía de los departamentos del Huila, Caquetá y Putumayo.

### Campoalegre
Campoalegre es llamada la "Capital Arrocera Del Huila", celebrándose las Fiestas del Arroz para la fecha de conmemoración de su Fundación. Existe una Industria Molinera y probablemente la calidad culinaria del arroz, sea el mejor no sólo a nivel nacional sino a nivel internacional. A pesar de que el cultivo del arroz es el emblema y en gran parte el motor económico del municipio, es importante decir que hay un bosque cacaotero, en explotación y que parte del territorio campoalegruno, se halla en la cordillera Oriental, de los Andes, donde se realiza el cultivo del café y muchas hortalizas. 
Se trata de un importante centro agropecuario, con fábricas que procesan arroz comercializado en todo el territorio Colombiano. Es un Dinámico Centro Comercial, agroindustrial, ganadero (especialmente vacuno, con razas cebuínas como el brahma y el Girt. En la ladera se encuentra el ganado criollo blanco orejinegro o BON). También cabe destacar la industria de la construcción que se encuentra fuertemente consolidada, especialmente en la fabricación de "Ladrillos" o bloques de arcilla cocidos, en todas su presentaciones. Estas factorías de ladrillo, son llamadas comúnmente por los lugareños como "Chircales".

### Palermo
"Capital Marmolera de Colombia" es el título con el que Palermo se reconoce a nivel nacional, dado que es la cuna del mármol, donde la explotación aunque artesanal, es sin duda alguna una de las principales actividades productivas. El sector primario es comprendido por la extracción de hidrocarburos, calizas, oro, receberas, materiales para construcción, producción agrícola y pecuaria. En el Sector secundario se encuentra plantas procesadoras de dolomita, calizas y mármol; de chocolate y empresa explotadoras de hidrocarburos, muebles, panaderías entre otras.
Además del desarrollo de este sector en la cabecera municipal, se destaca la zona de Amborco la cual ocupa un importante lugar dentro del desarrollo industrial y comercial del Municipio, ya que se encuentra parcialmente conurbanada con la ciudad de Neiva, contando con una fuerte oferta de terrenos de propiedad privada y pública (del Municipio de Palermo), para continuar este desarrollo. En le sector se encuentran instaladas entre otras Empresas industriales: transformadoras de mármol, calizas y dolomitas, procesadoras de alimentos, fábricas de carrocerías, avícolas, secaderos, y ladrillera; establecimiento comerciales como restaurantes, hotel, clubes privados, discotecas, moteles, estaciones de servicio, transportadoras; también se encuentran el sector aulas especiales de universidades, asociaciones, instituciones públicas y privadas como la Electrificadora del Huila y la Empresa Halliburton.

### Aipe
Este municipio es productor de Petróleo, donde son explotados más de 120 pozos, dándole el beneficio de recibir grandes recursos por el concepto de regalías. Las actividad Agropecuaria, Industrial y Minera, también cuentan como renglones de producción que son desarrollados por los habitantes de esta región. Dentro de ellos la cría de mojarra roja, cachama y carpa; producción de pollos y huevos; la cría de ganado con doble propósito (ceba y cría); la explotación minera que se realiza de minerales como: roca fosfórica, carbón, barita y arcilla y la actividad turística que está en desarrollo, facilitándose debido a la existencia de grandes riquezas naturales.
Su economía se basa en dos sectores de producción: el primero es agrícola, conformado por cultivos de café y arroz, el segundo es el pecuario conformado por la cría y sostenimiento de bovinos de doble propósito; la piscicultura y la producción de pollos y porcinos.

### Rivera
Rivera es uno de los 37 municipios del departamento del Huila en Colombia. Es famosa por sus aguas termales y su microclima con bellos rincones de exuberante vegetación. Se le conoce popularmente como el "Municipio Verde De Colombia". Es el municipio más cercano a Neiva.
Basada en la ganadería, la agricultura, la piscicultura y el turismo. Los cultivos más importantes son: el cacao, café, arroz, algodón, maíz, yuca, arveja, caña de azúcar, tabaco rubio, fríjol y frutales. Se destaca la producción de flores: orquídeas y azucenas. Se desarrolla mediante el pastoreo localizado en parte plana y está representada en ganado de doble propósito. La actividad avícola tiene especial importancia en Riverita, Ulloa, Guadual y el casco urbano.

### Baraya
Ubicado en la región norte del departamento del Huila en Colombia. Por su geografía, es un sitio ideal para el descanso; sus hermosos bosques, ríos y quebrada que componen los climas caliente, cálido y frío son propicios para el ecoturismo donde se pueden practicar deportes acuáticos extremos “Kayacs y neumático”, así como también su ambiente natural es propicio para las actividades en tierra. La Laguna de las Nubes, de aguas profundas, se enmarca en leyendas que le dan valor histórico como la del General Baraya que allí luchó hasta que fue hecho prisionero, sus armas fueron lanzadas a la laguna; dista 18 km de Baraya. Se Dice que sus aguas son cambiantes de color y temperatura.
Este municipio se inclina por el sector agropecuario y posee tierras fértiles y aguas abundantes. Su economía se representa en la cría de ganado, la piscicultura, avicultura, el cultivo del arroz, algodón, maíz, sorgo, café, lulo, frutales, hortalizas y otra variedad de productos que apetece la región. El sector minero, muestra la explotación de petróleo que le produce como resultado regalías, recurso importante para el desarrollo de la región. Cuenta con una vía de acceso totalmente pavimentada, siendo importante para la comunidad y el progreso de su economía. Es el municipio más lejano a Neiva.

### Tello

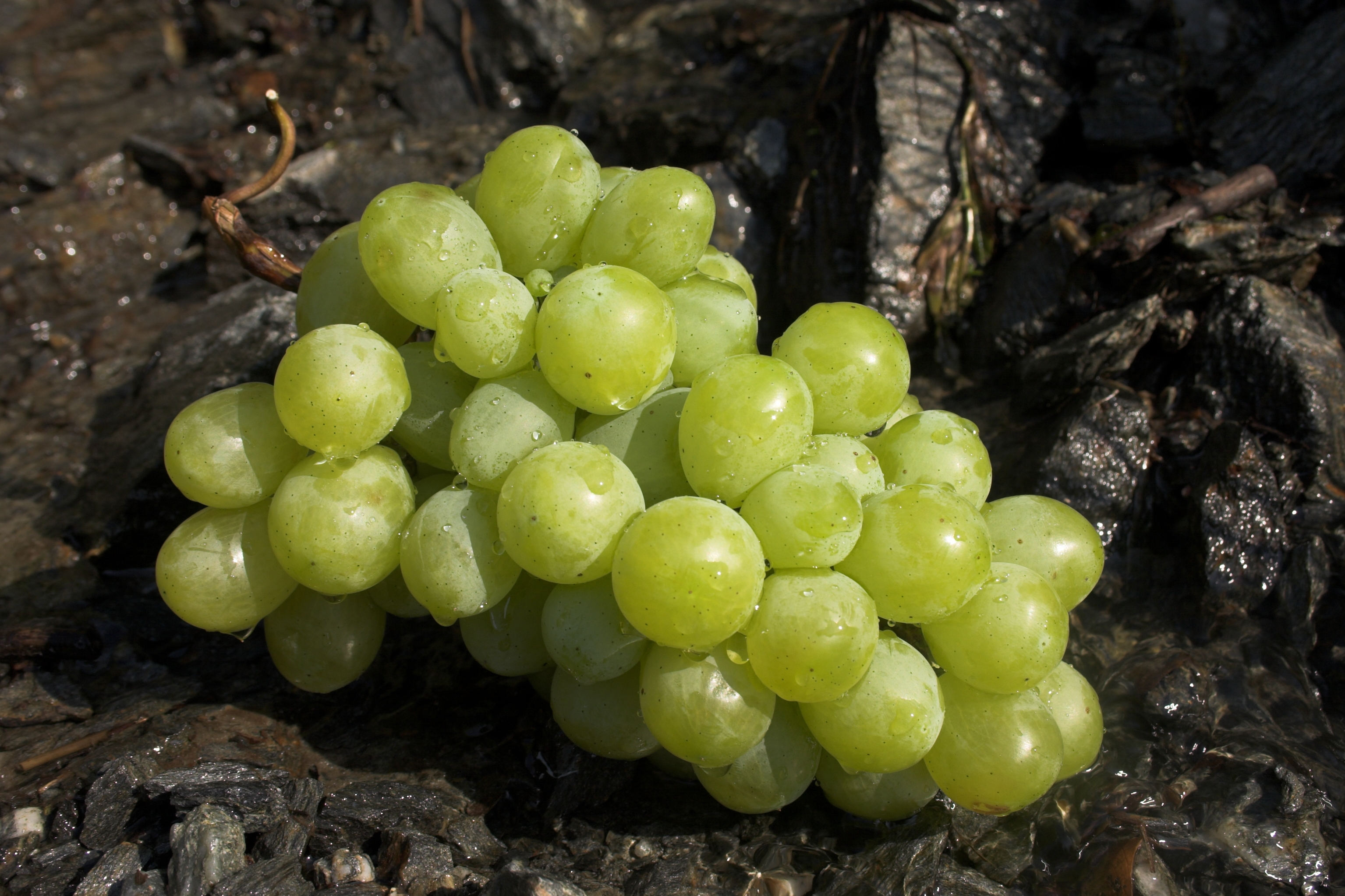
Uva verde de Tello.

Tello, el "Viñedo del Huila" así llamado por sus cultivos de uva que son consideradas como las más dulces del país. El café, el maíz, el cacao, el frijol, el plátano, la yuca, el banano, la arveja, el lulo y las frutas, complementan su economía que es considerada la base del desarrollo de la región. Disfruta de una variedad de climas, donde los enormes cultivos de arroz se integran a los paisajes de las llanuras dedicadas a la ganadería, haciendo de su recorrido un deleite visual.
Se encuentran los más bellos paisajes ubicados sobre la cordillera Oriental, formados por flora y fauna en terrenos áridos y productivos, que dan la bienvenida a sus visitantes a través del recorrido por una carretera en excelentes condiciones y a una distancia de 22 km que une al municipio de Tello con el casco urbano de la ciudad de Neiva. Los subproductos sacados del trabajo en tela, madera, coco, semillas, totumo, guadua, raíces, lana, fique, resinas, mimbre, calabazas, metales y otros elementos naturales y artificiales, son la base primordial para conservar las artes manuales de esta región.

### Villavieja
Villavieja está y ha estado tradicionalmente basada en el sector agropecuario, con los cultivos de arroz, algodón, sorgo. Sin embargo en la actualidad aunque este hecho persiste de una forma primordial, cabe destacar otros cultivos como los frutales entre ellos mango, papaya, mamoncillo, anón, naranja, guanábana, patilla, maracuyá, guayaba, ciruela y cítricos. También cuenta con la producción de plátano, yuca, maíz, cacao, pimentón y la introducción en el sector ganadero con la producción de carne y leche. La cría de caprinos y porcinos se realiza pero en menor nivel. Y por su puesto la avicultura y piscicultura también se practican como consumo local.
El Desierto de la Tatacoa, hoy declarado Parque natural regional, cuenta con una extensión de 56.576 hectáreas comprendidas entre los municipios de Aipe, Tello y Villavieja y es un ecosistema seco protegido. El parque natural regional Desierto de la Tatacoa, es reconocido internacionalmente como un destino Paleontológico. Este Desierto representa para el Huila y Colombia, además de una gran riqueza paisajística y cultural, un importante espacio geográfico para el estudio de la evolución de la tierra y sus especies.

## Vías de comunicación

### Terrestres
Por su posición estratégica en el norte del Departamento y como puerto terrestre, el Área Metropolitana de Neiva se comunica: 
- Con Bogotá con la Ruta Nacional 45 o Troncal del Magdalena hasta el municipio de Espinal (Tolima) donde se toma la Doble Calzada Girardot - Bogotá.[12]

- Con el Caribe colombiano se toma la Troncal del Magdalena hasta el municipio de Espinal, luego hacia la ciudad de Ibagué y de ahí retomando la troncal después de Puerto Boyacá hasta punto llamado Y de Ciénaga, a pocos kilómetros de la ciudad de Santa Marta, frente al Mar Caribe. Este tramo se llamará Ruta del Sol.[13] Es uno de los corredores viales más importantes del país, ya que permite la comunicación terrestre entre Neiva, otras ciudades del interior del país como el Eje Cafetero, Cali, Medellín, Bucaramanga y las ciudades portuarias de la región Caribe como Cartagena de Indias, Barranquilla y Santa Marta.

- Con Florencia, se toma la vía hacia el sur del departamento del Huila por la Troncal del Magdalena llegando hasta el municipio de Altamira, donde se toma la vía a Suaza para entrar al territorio caqueteño, en una vía completamente pavimentada y con túneles. Otra opción es tomar la vía a Balsillas por el oriente de Neiva, para llegar a San Vicente del Caguán y desde ahí a Florencia.

- Con Mocoa, tomando la Troncal del Magdalena hacia el sur del Huila llegando a Pitalito y de ahí pasando por la bota caucana para finalmente llegar al Putumayo. Esta vía se prolonga hasta el puente internacional de San Miguel en la frontera con Ecuador y de ahí a las ciudades de Nueva Loja y Quito en territorio ecuatoriano.
- Con Popayán, existen dos alternativas una es tomando la Troncal del Magdalena hasta la Y de Hobo y de ahí hasta el municipio de La Plata, pasando por Inzá (Cauca), Totoró y llegando a Popayán.[14] La segunda opción es tomar la Troncal del Magdalena hasta Pitalito y de ahí San Agustín, Isnos, Paletará (Cauca) y finalmente Popayán. Estas vías se proyectan como la salida al Pacífico conectando el Área Metropolitana con los puertos de Buenaventura y Tumaco.

Terminal de transporte terrestre. El Terminal de Transportes de Neiva, ubicado en el sur de la ciudad de Neiva, se encuentra distribuido de la siguiente manera:
- Módulo 1 Centenario, color rojo: Servicios de lujo de las empresas Coomotor, Cootranshuila, Bolivariano y Taxis Verdes con destino hacia Bogotá. Además, en éste módulo se encuentra la Administración y la Cruz Roja.
- Módulo 2 Colectivos, color azul: Taquillas con destino a los municipios del departamento del Huila, con los servicios de colectivos, taxis, busetas. Además, locales comerciales, guarda equipajes, capilla y baños.
- Módulo 3 Plataforma, color verde: Taquillas de las empresas con servicio a los diferentes destinos nacionales. Además, amplia zona comercial, restaurantes, cafeterías, casinos y salas vip.
- Módulo 4 Mixtos, color naranja: Taquillas de las empresas con servicio hacia las poblaciones del Caquetá, los mixtos que viajan hacia distintos lugares del Huila y la ruta al municipio de Santa María. Además, baños públicos, locales comerciales, restaurantes, cafetería y el CAI de la Policía Nacional.
- Módulo 5 Descenso, color amarillo: Área de descenso de pasajeros. Además, locales comerciales; teléfonos públicos; punto de información al turista, coordinado por la Policía de Turismo; módulo de Taxis Urbanos, donde se expedirá un tiquete con los datos del taxi: placa, nombre del conductor, destino y valor de la carrera; sala de espera, televisión, sistema de radio parlantes y pantalla de información de despacho y llegada de vehículos.[15]

### Aéreas
Aeropuerto Benito Salas. Terminal aéreo nacional y regional, ubicado en el norte de la ciudad de Neiva. Operan en él por el momento cuatro aerolíneas colombianas: LAN Colombia, Avianca, EasyFly y Satena. Se ha estado mejorando la terminal aérea para que en mayo de 2011 cumpla con todos los estándares de la Organización de Aviación Internacional (OACI). Actualmente conecta con los siguientes destinos:
- Bogotá
- Medellín
- Cartagena

## Proyectos
- Doble Calzada Espinal - Neiva - Pitalito. Vía que se plantea para dinamizar la economía del departamento del Huila y Tolima[17] dándole continuidad a la doble calzada Bogotá - Girardot y la futura doble calzada Girardot - Ibagué.[18]

- Puente Aipe - Villavieja. Añorado desde hace décadas por los habitantes de ambos municipios que tienen las cabeceras municipales más cercanas geográficamente pero divididas por el Río Magdalena y sus  islotes.[19]

- Circuito Turístico del Norte del Huila. Este proyecto pretende unir los atractivos turísticos del Área Metropolitana conectando por carretera pavimentada la vía Villavieja - Observatorio, el tramo Rivera - Riverita, y la adecuación de las existentes vías.[20]

- Circunvalar de Oriente. Proyecto necesario para descongestionar la parte oriental de la ciudad de Neiva, se encuentra en la etapa de diseños de trazado y estudios ambientales.[21]

- Zona Franca Surcolombiana SAS.[22] Ésta será una zona franca multiempresarial necesaria para que el Huila pueda desarrollar nuevos negocios y nuevas empresas, es un proyecto que ha sido creado por empresarios del departamento de reconocida trayectoria con el acompañamiento de la Gobernación y la Cámara de Comercio de Neiva y con la voluntad de la Alcaldía de Palermo ya que será construida a 5 km del casco urbano de Neiva en predios de Palermo.[23]

- Ferrocarril Central. Proyecto que consiste en la habilitación y operación de un trayecto de 1.050 kilómetros entre Villavieja, en el Huila y Chiriguaná (Cesar).[24]

- Parque Temático Islas de la Aventura. El proyecto se enmarca dentro del parámetro del ecoturismo, y se localiza en las islas situadas al frente de la zona urbana de Neiva (Islas La Gaitana, Opia, Playa Ángel y Carpeta), en una extensión aproximada de 160 hectáreas, a través de las cuales se propone recrear un recorrido por la totalidad de la cuenca del Río Magdalena desde su desembocadura en Bocas de Ceniza – Barranquilla (Bajo Magdalena o Caripuña), continuando por el Magdalena Medio (Yuma), hasta el nacimiento en el Alto Magdalena (Huancayo).[25]